# Jucancistrocerus alashanicus
Jucancistrocerus alashanicus är en stekelart som beskrevs av Kurzenko 1977. Jucancistrocerus alashanicus ingår i släktet Jucancistrocerus och familjen Eumenidae. Inga underarter finns listade i Catalogue of Life.